# Rotacijski period
Period rotacije je vrijeme potrebno da neko tijelo napravi jedan cijeli okret oko svoje rotacijske osi. 

## Rotacija nebeskih tijela
Za čvrste objekte, kao što su planeti i asteroidi, period rotacije je jednak za cijelo tijelo. 
Za fluidna (plinovita i tekuća) tijela, kao npr. plinoviti divovi i zvijezde, period rotacije ovisi o udaljenosti od pola. Ova se pojava naziva diferencijalna rotacija. Za period rotacije u tim se slučajevima uzima unutrašnji period rotacije, odnosno period rotacije magnetskog polja.

## Preiodi rotacije nekih odabranih objekata
| Sunce   | 24.66 dana (ekvator), oko 35 dana u blizini polova       |
| Merkur  | 58.6462 d (58 d 15.5088 h)                               |
| Venera  | −243.0185 d (retrogradno)                                |
| Zemlja  | 0.997 268 d (23.9344 h) (86 164 s)                       |
| Mjesec  | 27.321 661 d (sinkrono)                                  |
| Mars    | 1.025 957 d (24.622 962 h)                               |
| Jupiter | 0.413 538 021 d (9 h 55 min 29.685 s)                    |
| Saturn  | 0.444 009 259 2 d (10 h 39 min 22.400 00 s)              |
| Uran    | −0.718 333 333 d (17 h 14 min 24.000 00 s) (retrogradno) |
| Neptun  | 0.671 250 00 d (16 h 6 min 36.000 00 s)                  |
| Pluton  | −6.387 d (6 d 9 h 17.6 min) (retrogradno)                |

## Poveznice
- Sinkrona rotacija
- Retrogradna rotacija
- Progradno i retrogradno gibanje

## Vanjske poveznice
- Prirodoslovno-matematički fakultet u Zagrebu  Arhivirana inačica izvorne stranice od 9. veljače 2019. (Wayback Machine) Uvod u astronomiju - terestrički planeti